# Nagia robinsoni
Nagia robinsoni là một loài bướm đêm trong họ Noctuidae.